# Românii din regiunea Cernăuți

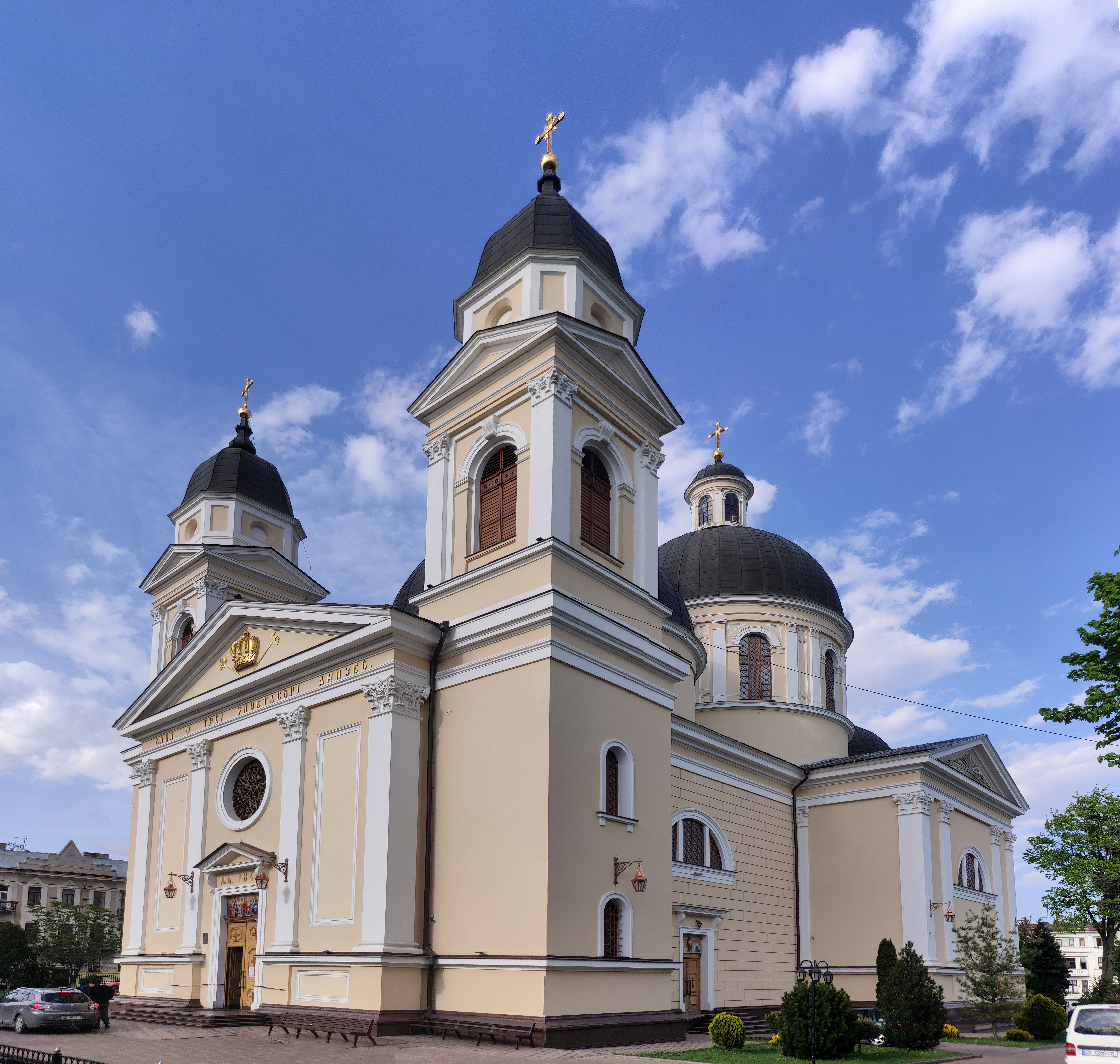
Catedrala Pogorârea Sfântului Duh din Cernăuți, construită între 1844-1864.

Românii din Regiunea Cernăuți reprezintă cel mai mare grup al minorității române din Ucraina.

## Istorie
Românii sunt în Cernăuți de secole întregi. În istoria recentă, teritoriul ce cuprinde Regiunea Cernăuți a făcut parte din Regatul României din 1918 până în 1940, când a fost ocupat de către sovietici, fiind parte a RSS Ucrainene. În perioada sovietică, românii din Cernăuți (ca restul românilor din URSS) au fost persecutați, fiind supuși unui proces de rusificare (cel mai notabil exemplu fiind Masacrul de la Fântâna Albă). De asemenea, o bună parte a populației a fost deportată în Siberia, iar alta s-a refugiat în România. 
Odată cu căderea regimului comunist, situația românilor din Regiunea Cernăuți s-a îmbunătățit. Multor români le-a fost permis să emigreze în România. În contradicție cu acest fapt, numărul celor care s-au declarat români a crescut, deoarece oamenilor nu le mai era frică de persecuții. 

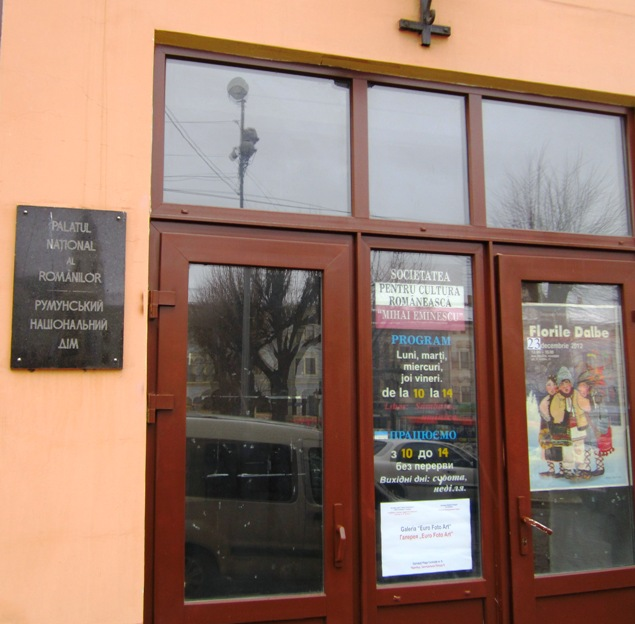
Palatul Național Român din Cernăuți

În prezent există școli, biserici și centre culturale românești în Regiunea Cernăuți. Există de asemenea activiști (atât în România, cât și în Ucraina) ce militează pentru unirea Regiunii Cernăuți cu România însă, momentan, nu s-a făcut niciun demers în acest sens. Reforma administrativă ucraineană finalizată în 2020 a redus numărul de raioane din regiunea Cernăuți de la 11 la doar 3, dintre care niciunul nu are o majoritate românofonă. În rândul minorității române, există nemulțumiri cu privire la politicile lingvistice și culturale ale guvernului și la ucrainizarea treptată a unor clase vorbitoare de română.

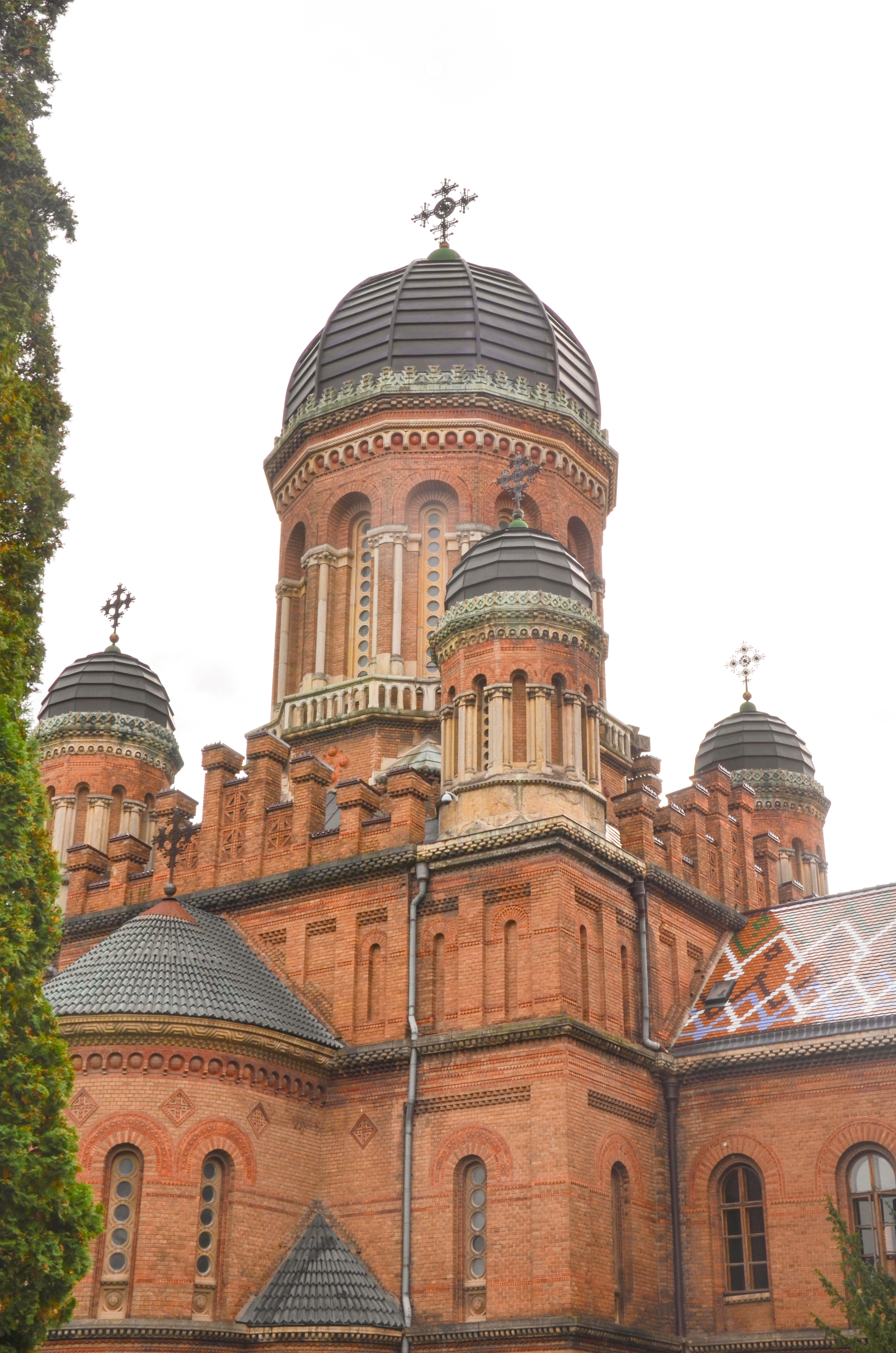
Biserica Sfinții Trei Ierarhi din Cernăuți, un centru religios al românilor bucovineni, astăzi ucrainizată

Potrivit Serviciului de Stat de Statistică al Ucrainei, în anul școlar 2023/24, în regiunea Cernăuți au urmat învățământul secundar general 105.874 de elevi, dintre care 93.134 (87,97%) au studiat în clase de limba ucraineană și 12.740 (12,03%) în clase de limba română. Dintre cei 48.486 de elevi din învățământul secundar din instituțiile de învățământ din mediul urban, 47.165 (97,28%) au studiat în limba ucraineană și 1.321 (2,72%) în limba română. Dintre cei 57.388 de elevi din învățământul secundar din instituțiile de învățământ din mediul rural, 45.969 (80,10%) au fost școlarizați în limba ucraineană, iar 11.419 (19,90%) în limba română.
Pe 17 iunie 2025 circa 20 de persoane au intrat intrat în Catedrala Pogorârea Sfântului Duh din Cernăuți și au desfășurat o acțiune violentă, scoțând afară preoții și enoriașii Bisericii Ortodoxe Ucrainene. Poliția a înconjurat zona și nu a mai permis credincioșilor acestei biserici să mai intre în lăcaș. Concomitent mitropolitul Bisericii Ortodoxe a Ucrainei, Feognost Bodoriak, a făcut o declarație prin care a comunicat că în catedrală a fost săvârșită prima slujbă în limba ucraineană, iar primarul orașului Cernăuți a spus că este o zi istorică pentru Ucraina. Comunitatea românească din regiunea Cernăuți a deplâns acțiunea de evacuare a preoților și credincioșilor din biserică, precum și intervenția poliției. A doua zi credincioșii de limba română au reintrat în posesia lăcașului.

## Distribuția geografică

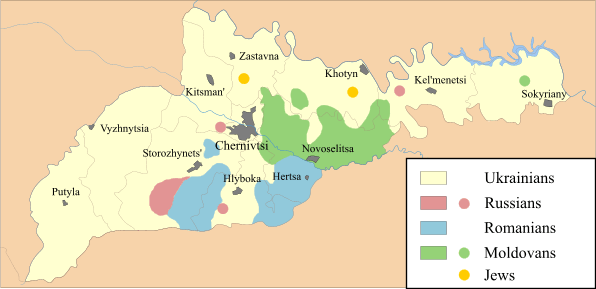
Harta etnică a regiunii Cernăuți, în anul 1980

88% din românii din Cernăuți se află în 4 din cele 11 raioane. În Raionul Herța, românii reprezintă 95% din populația totală. În Raionul Adâncata, ei reprezintă 45%. În Raionul Storojineț, ei reprezintă 37%.